# ジョルジェ・ジョルジェスク
ジョルジェ・ジョルジェスク（George Georgescu, 1887年9月12日 - 1964年9月1日）は、ルーマニアの指揮者。

## 経歴
1887年、スリナ生まれ。ブカレスト音楽院でコンスタンティン・ディミトレスクにチェロ、ディミトリ・キリアクに音楽理論、アルフォンソ・カスタルディに和声と対位法を学ぶ。1911年に音楽院を卒業後、ベルリンでフーゴー・ベッカーにチェロを師事し、1912年からアンリ・マルトーの弦楽四重奏団に加入して演奏活動を行うようになった。1916年に腕の故障でチェリストとしての活動を停止したが、リヒャルト・シュトラウスの口添えで1918年にアルトゥル・ニキシュに指揮法を師事し、その年のうちにベルリン・フィルハーモニー管弦楽団を指揮して指揮者に転身した。
1920年にルーマニアに戻り、ブカレスト・フィルハーモニー管弦楽団の首席指揮者に就任した。第二次世界大戦中は、ドイツ側についたルーマニア国内でも演奏活動を行い、1944年の政変でルーマニアが連合国側につくと、ナチスへの加担を疑われてブカレスト・フィルハーモニー管弦楽団の職を解任された。
1953年にナチスへの加担の容疑が晴れてからは、ブカレスト・フィルハーモニー管弦楽団の首席指揮者の座に返り咲いた。1964年にブカレストにて死去。

## 註
1. ↑  “アーカイブされたコピー”. 2009年5月13日時点のオリジナルよりアーカイブ。2009年3月29日閲覧。
2. ↑  ジョルジェ・エネスクは、ジョルジェスクにかけられた嫌疑に対して抗議していた。（アラン・ショティル・ファニ「ジョルジュ・ジョルジェスク」『セザール・フランク　交響曲ニ短調　リヒャルト・シュトラウス　ティル・オイレンシュピーゲル』ジョルジュ・ジョルジェスク指揮ジョルジュ・エネスコ・フィル、Electrecord＆東武トレーディング ERT-1026-2の解説）

| スタブアイコン | サブスタブ | この項目は、まだ閲覧者の調べものの参照としては役立たない、人物に関連した書きかけの項目です。この項目を加筆・訂正などしてくださる協力者を求めています（P:人物伝/PJ:人物伝）。 |